# Lobularia

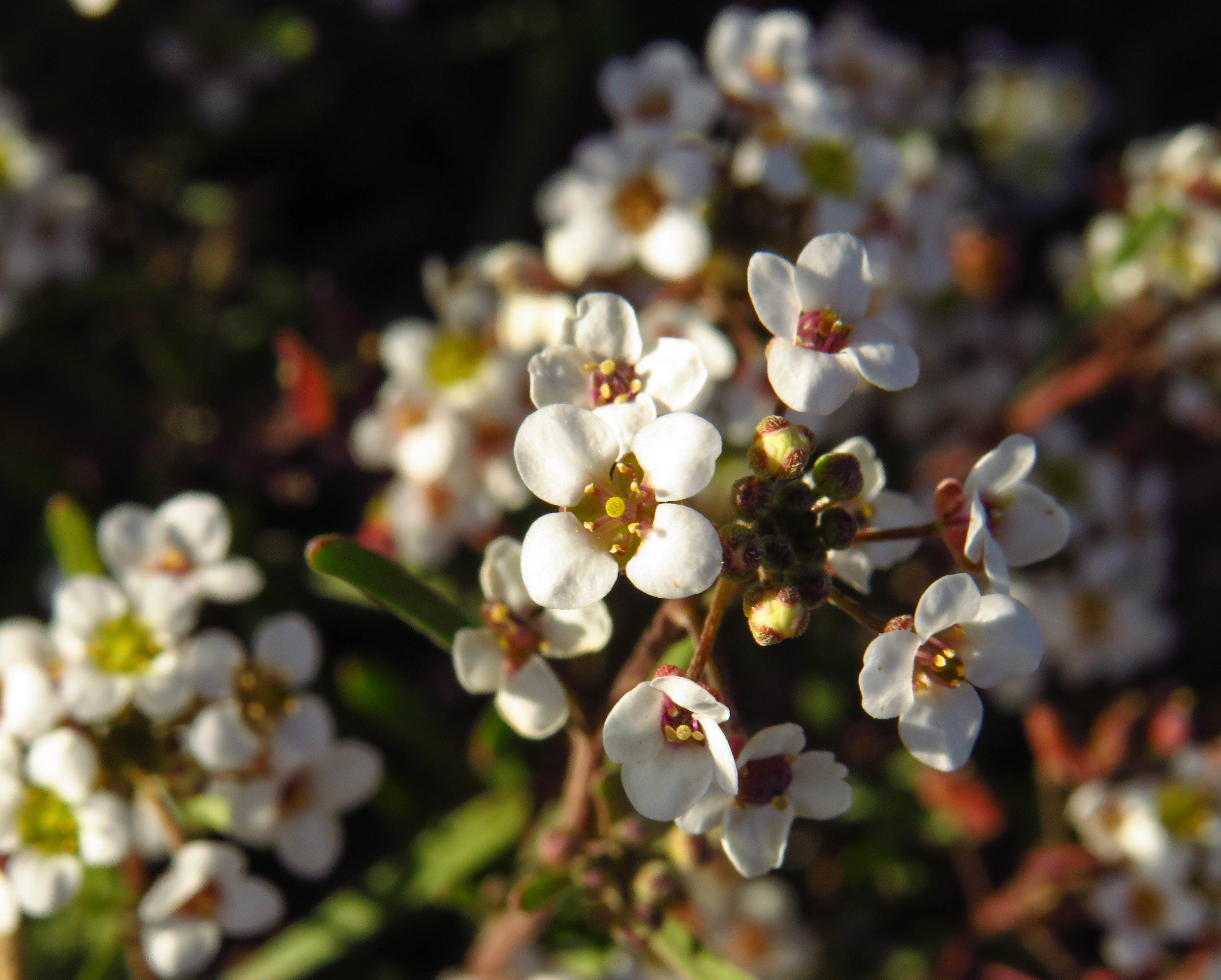
Lobularia canariensis en el Roque Nublo, en la isla de Gran Canaria.

Lobularia es un género de cuatro o cinco especies de plantas de flor en la familia Brassicaceae, estrechamente relacionadas con (y anteriormente incluidas en) el género Alyssum. Comprende 20 especies descritas y de estas, solo 4 aceptadas.

## Descripción
Este género es nativo de la Macaronesia y de la  región Mediterránea, y comprende plantas anuales que alcanzan de 10 a 40 cm de altura, con hojas oblongo ovales y con flores blancas. 
Son hierbas anuales o perennes, con pelos medifijos. Sépalos erecto-patentes no sacciformes en la base. Pétalos blancos, a veces ligeramente rosados o purpúreos. Estambres con filamentos dilatados en la base. Cuatro nectarios laterales cortos y 4 medianos subulados. Estilo corto. Estigma capitado-deprimido. Fruto silicua latisepta, de suborbicular a ovada, con valvas papiráceas muy prontamente caducas. Semillas de 1-5 por cavidad.

## Taxonomía
El género fue descrito por Nicaise Augustin Desvaux y publicado en Journal de Botanique, Appliquée à l'Agriculture, à la Pharmacie, à la Médecine et aux Arts 3(4): 162. 1814[1815].

## Especies aceptadas
A continuación se brinda un listado de las especies del género Lobularia aceptadas hasta septiembre de 2013, ordenadas alfabéticamente. Para cada una se indica el nombre binomial seguido del autor, abreviado según las convenciones y usos.
- Lobularia arabica (Boiss.) Muschl.
- Lobularia canariensis (DC.) Borgen
- Lobularia libyca
- Lobularia maritima

### Cultivo y usos
Lobularia maritima (Alyssum Dulce; sin. Alyssum maritimum) es una planta de jardín muy popular; se encuentra ampliamente  naturalizada a todo lo largo de las regiones templadas del planeta.